# Formula di interpolazione di Whittaker-Shannon
Nella teoria dei segnali, la formula di interpolazione di Whittaker-Shannon, anche detta formula di interpolazione di Shannon, formula di interpolazione di Whittaker o semplicemente formula di interpolazione, è un metodo per ricostruire un segnale a tempo continuo e a banda limitata da una serie di campioni equidistanti.
La formula di interpolazione di Whittaker-Shannon risale alle opere di E. Borel nel 1898, e E. T. Whittaker nel 1915, ed è stato citato da opere di J. M. Whittaker nel 1935, e nella formulazione del teorema del campionamento da Claude Shannon nel 1949. E. T. Whittaker, che la pubblicò nel 1915, la definì serie cardinale.

## Definizione

Nella figura a sinistra si può osservare una funzione (in grigio/nero) la quale viene campionata e ricostruita (in oro) con una densità di campioni in costante aumento, mentre la figura a destra mostra lo spettro delle frequenze della funzione grigio/nera, che non varia. La frequenza più alta nello spettro è la metà della larghezza dell'intero spettro. La larghezza dell'ombreggiatura rosa in costante aumento è uguale alla frequenza di campionamento. Quando racchiude l'intero spettro di frequenza essa sarà il doppio della frequenza più alta, ed è allora che la forma d'onda ricostruita diventa corrispondente a quella campionata.

Il teorema del campionamento stabilisce che una funzione {\displaystyle x(t)} avente banda di frequenze limitata da {\displaystyle f_{M}} può essere riscritta in modo unico utilizzando i suoi campioni {\displaystyle x[n]=x(nT)} (con {\displaystyle n\in \mathbb {Z} }), presi a frequenza {\displaystyle f_{s}={\frac {1}{T}}}, se {\displaystyle f_{s}>2f_{M}}. La ricostruzione si basa sulla formula di interpolazione di Whittaker-Shannon:
{\displaystyle x(t)=\sum _{n=-\infty }^{\infty }x[n]\cdot {\rm {sinc}}\left({\frac {t-nT}{T}}\right)}
dove {\displaystyle T=1/f_{s}} è l'intervallo di campionamento, {\displaystyle f_{s}} è la frequenza di campionamento e {\displaystyle {\rm {sinc}}(x)} è la funzione sinc normalizzata.

## Condizione di validità

Spettro di un segnale a banda limitata in funzione della frequenza. La distanza tra i due limiti della banda, ovvero la larghezza di banda R_{N} = 2f_{M} è conosciuta anche come tasso di Nyquist (o frequenza) per il segnale.

Se la funzione {\displaystyle x(t)} è a banda limitata ed è campionata con una frequenza di campionamento tale da rispettare il teorema del campionamento, allora la formula di interpolazione garantisce la ricostruzione esatta del segnale. Formalmente, se esiste qualche {\displaystyle f_{M}\geq 0} tale che:
- la funzione {\displaystyle x(t)} è a banda limitata dalla frequenza {\displaystyle f_{M}}, ovvero la sua trasformata di Fourier {\displaystyle {\mathcal {F}}\{x(t)\}={\hat {x}}(f)=0} per {\displaystyle |f|>f_{M}}.
- la frequenza di campionamento {\displaystyle f_{s}} è superiore al tasso di Nyquist, ovvero due volte la larghezza di banda: {\displaystyle f_{s}>2f_{M}}, e questa frequenza di soglia è detta frequenza di Nyquist. Equivalentemente, {\displaystyle T<1/2f_{M}}.

allora usando la formula di interpolazione si potrà ricostruire esattamente il segnale originale {\displaystyle x(t)} dai suoi campioni. In caso contrario, è possibile che si verifichi il fenomeno dell'aliasing cioè, le frequenze pari o superiori a {\displaystyle f_{s}/2} possono essere erroneamente ricostruite.

## Interpolazione come somma di convoluzione
La formula di interpolazione è derivata nell'articolo di Nyquist-Shannon sul teorema del campionamento, che fa notare che può anche essere espressa come la convoluzione di un treno di impulsi infinito con una funzione sinc:
{\displaystyle x(t)=\left(\sum _{n=-\infty }^{\infty }x[n]\cdot \delta \left(t-nT\right)\right)*{\rm {sinc}}\left({\frac {t}{T}}\right)}
dove {\displaystyle *} denota la convoluzione. Ciò equivale a filtrare il treno di impulsi con un filtro passa basso ideale.

## Convergenza
La formula di interpolazione converge sempre assolutamente e localmente uniformemente quando:
{\displaystyle \sum _{n\in \mathbb {Z} ,\,n\neq 0}\left|{\frac {x[n]}{n}}\right|<\infty }
Dalla disuguaglianza di Hölder questa condizione è soddisfatta se la sequenza {\displaystyle \scriptstyle (x[n])_{n\in \mathbb {Z} }} appartiene ad uno qualsiasi degli spazi Lp {\displaystyle \scriptstyle \ell ^{p}(\mathbb {Z} ,\mathbb {C} )} gli spazi con {\displaystyle 1<p<\infty }, ossia quando:
{\displaystyle \sum _{n\in \mathbb {Z} }\left|x[n]\right|^{p}<\infty }
Questa condizione è sufficiente ma non necessaria. Per esempio, la serie generalmente convergerà se la sequenza dei campioni da un qualsiasi processo stazionario, nel qual caso la sequenza campione non è a quadrato sommabile, e non è in alcun spazio {\displaystyle \scriptstyle \ell ^{p}(\mathbb {Z} ,\mathbb {C} )}.

## Processi casuali stazionari
Se {\displaystyle x[n]}  è una sequenza infinita di campioni di una funzione campione di un processo stazionario, allora non è membro di nessun {\displaystyle \scriptstyle \ell ^{p}} o spazio Lp con probabilità 1, cioè la somma infinita dei campioni elevati alla potenza p  non ha un valore atteso finito. Tuttavia, la formula di interpolazione converge con probabilità 1.
La convergenza può essere facilmente dimostrata calcolando le variazioni delle somme parziali, e mostrando che la varianza può essere resa arbitrariamente piccola, scegliendo un numero sufficiente di termini. Se la media del processo non è zero, allora devono essere considerate coppie di termini per dimostrare anche che il valore atteso delle somme parziali converge a zero.
Dal momento che un processo casuale non ha una trasformata di Fourier, deve essere diversa anche la condizione in cui la somma converge alla funzione originale. Un processo stazionario casuale ha una funzione di autocorrelazione, e quindi una densità spettrale come stabilito dal teorema di Wiener-Chinčin. Una condizione adatta per la convergenza di una funzione campione del processo è che la densità spettrale del processo sia zero per tutte le frequenze pari e sopra la metà della frequenza di campionamento.